# Oasi di Persano
L'Oasi di Persano è una zona umida di importanza internazionale, secondo la Convenzione di Ramsar, situata in Campania.

## Storia e territorio
L'area protetta è stata istituita nel 1980, grazie all'impegno degli amministratori del Consorzio di bonifica in Destra del fiume Sele e ai signori Giampiero Indelli e Livio Genovese del WWF, per tutelare il lago artificiale omonimo nato intorno al 1930, in seguito allo sbarramento del fiume Sele con una diga gestita dal suddetto consorzio di bonifica nei territori comunali di Campagna e Serre.
La sua estensione è di circa 110 ettari di cui 70 occupati dall'acqua e si sviluppa ad un'altitudine che va dai 40 ai 75 m s.l.m. L'oasi è parte integrante della Riserva naturale Foce Sele-Tanagro, è inserita all'interno della Zona di Protezione Speciale IT8050021 Medio corso del fiume Sele-Persano, e si sovrappone con il Sito di Interesse Comunitario IT80050049 Fiumi Sele e Tanagro. 
Essendo l'area protetta posta lungo le rotte di migrazione dell'avifauna, fa parte dei siti Rete Natura 2000.

## Strutture e attività

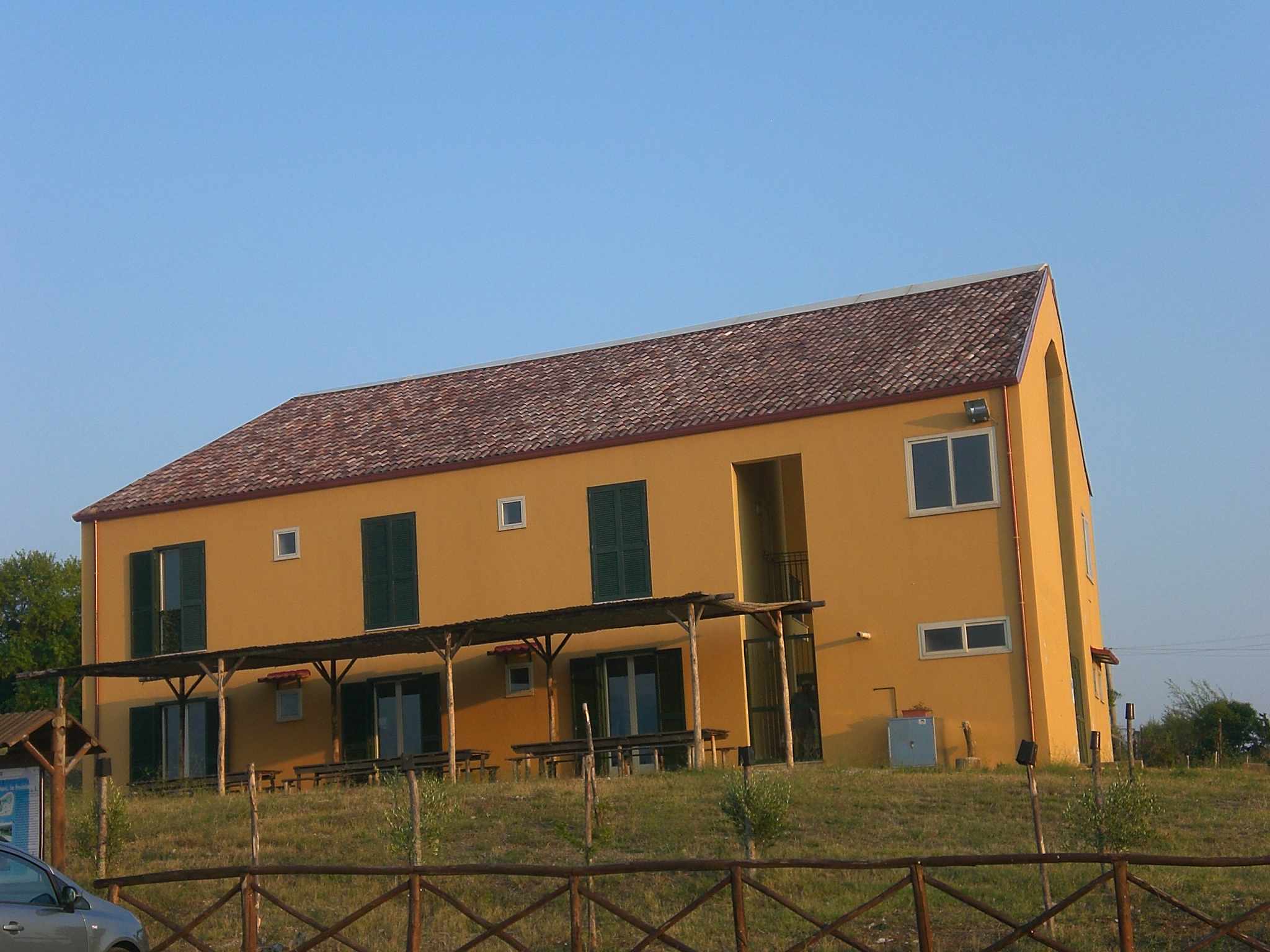
Il centro visite

L'Oasi, gestita dal direttore Remigio Lenza, aperta tutto l'anno dispone di un centro visite con annesso una ricostruzione per fini didattici, di un villaggio del Paleolitico. Il percorso naturalistico si sviluppa su due sentieri-natura: il sentiero lungo la sponda sinistra di circa 1 km e un secondo percorso di 400 m. Lungo tutto il percorso sono presenti otto capanni di osservazione. Altri due punti di osservazione sono ubicati sulla riva destra del Sele, uno nella zona industriale di Campagna e un altro presso la foce del fiume Tenza, affluente del Sele.

## Flora
L'invaso è circondato da ambienti molto vari come il bosco igrofilo (salice, pioppo nero, pioppo bianco ed ontano nero), il prato allagato (narcisi, pratoline, ranuncoli, gladioli selvatici, orchidee selvatiche), la foresta ripariale (felci, equiseti e giglio d'acqua), il canneto e le aree palustri (cannuccia, tifa, sparganio e giunco). Nel tratto collinare si estendono ampie zone di macchia mediterranea, bosco ceduo e prati naturali.

## Fauna

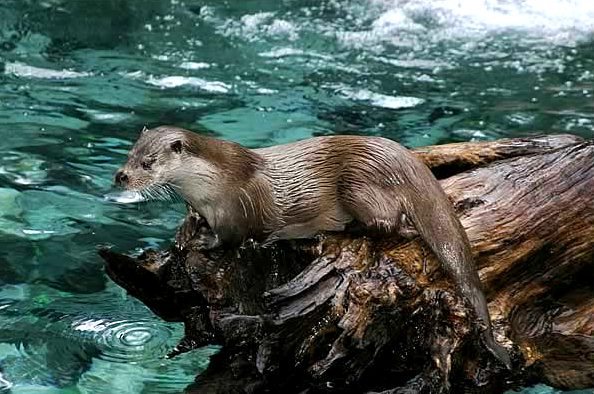
La lontra è il simbolo dell'Oasi

Naturalmente le zone sono riccamente popolate di animali, tra i mammiferi la lontra (simbolo dell'oasi ed animale in via di estinzione), la puzzola, la donnola, il tasso, la volpe ed il cinghiale.
Ma l'oasi costituisce soprattutto un riparo ed un punto di ristoro per gli uccelli, infatti si trova sulla rotta principale degli uccelli migratori che si spostano periodicamente tra l'Africa ed il Nord-Europa, infatti il bacino e le zone circostanti offrono abbondanti e facili opportunità di cibo agli uccelli migratori grazie alla enorme quantità di insetti, rettili ed anfibi ed alla fauna ittica (il cavedano, l'anguilla, la tinca, il barbo, la carpa, il vairone e la rara lampreda).
Tra gli uccelli, in primavera, sono presenti la garzetta, l'airone rosso e l'airone cinerino, la nitticora, la sgarza ciuffetto, le anatre tuffatrici, la gallinella d'acqua, il porciglione e la folaga, tra i rapaci ci sono il gheppio, lo sparviero, il nibbio bruno e la poiana, mentre nei mesi invernali il falco pellegrino.

## Accesso
L'accesso all'oasi è da Via Falzia 13, Serre.

## Bibliografia

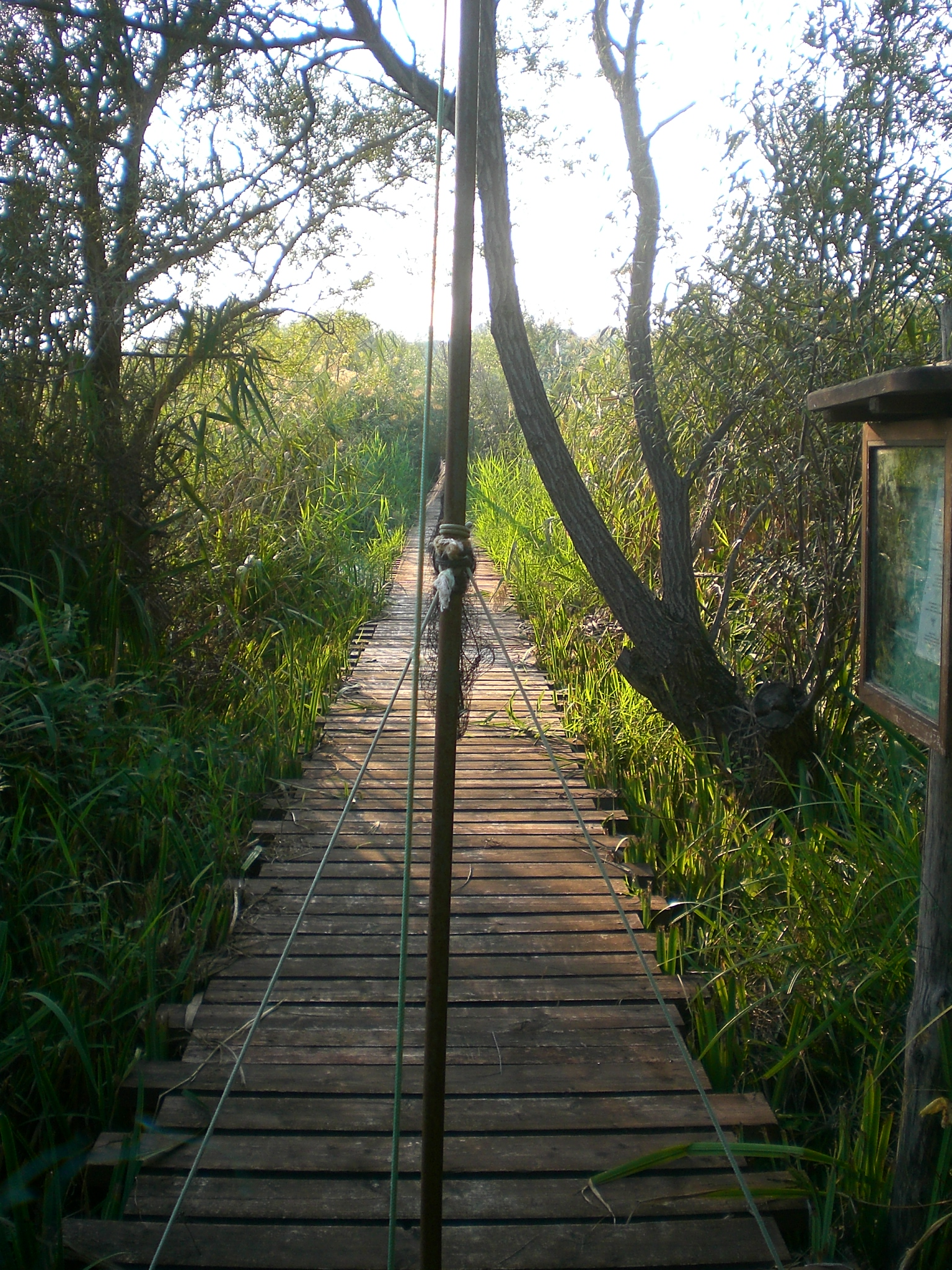
Area permanente di monitoraggio degli habitat.